# Seibersdorf
Seibersdorf osztrák mezőváros Alsó-Ausztria Badeni járásában. 2022 januárjában 1559 lakosa volt. 

## Elhelyezkedése

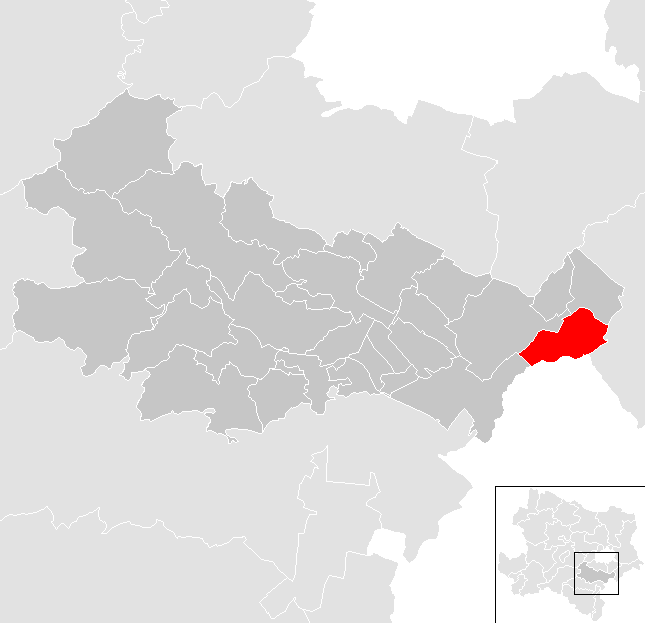
Seibersdorf a Badeni járásban

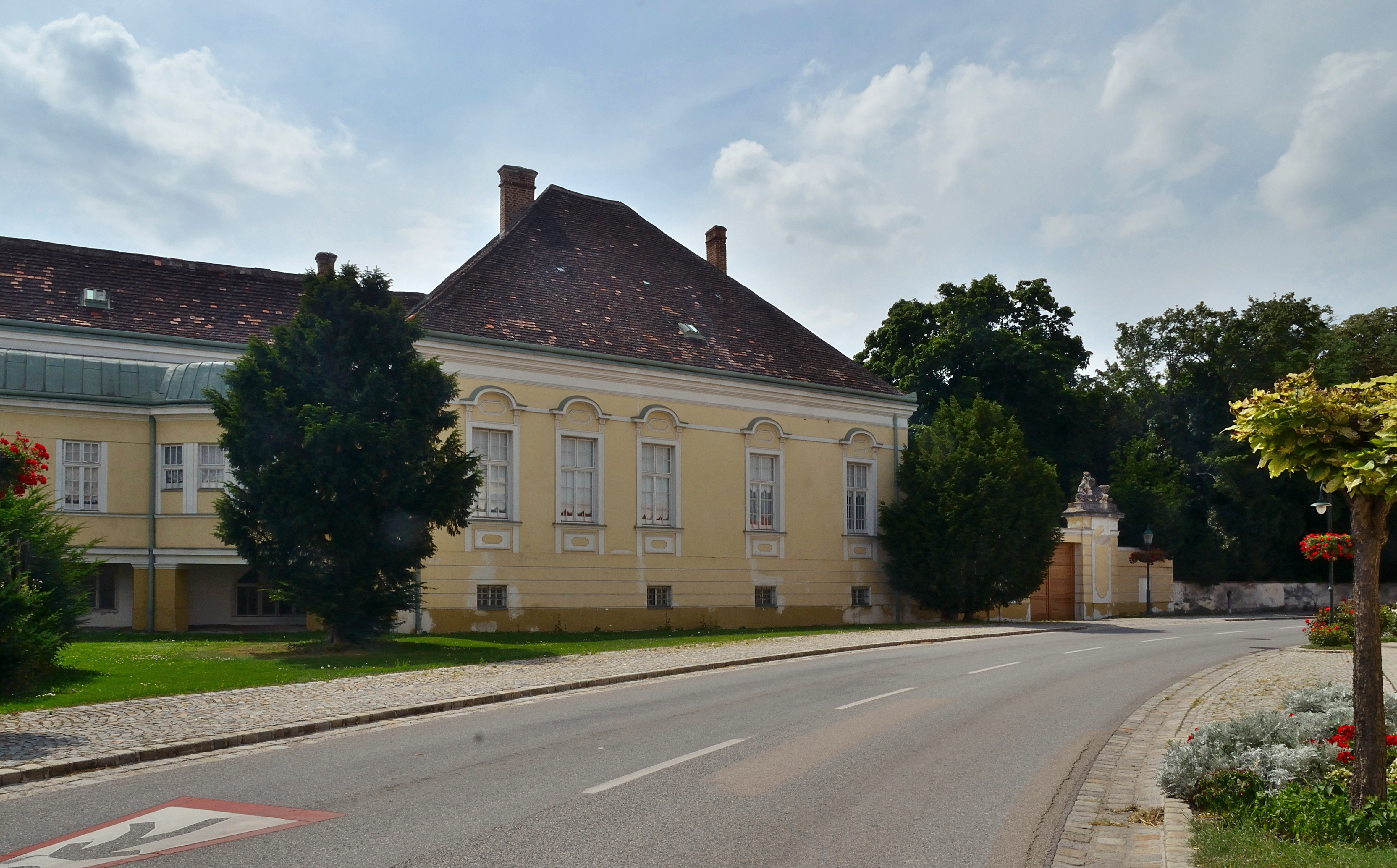
A brodersdorfi kastély

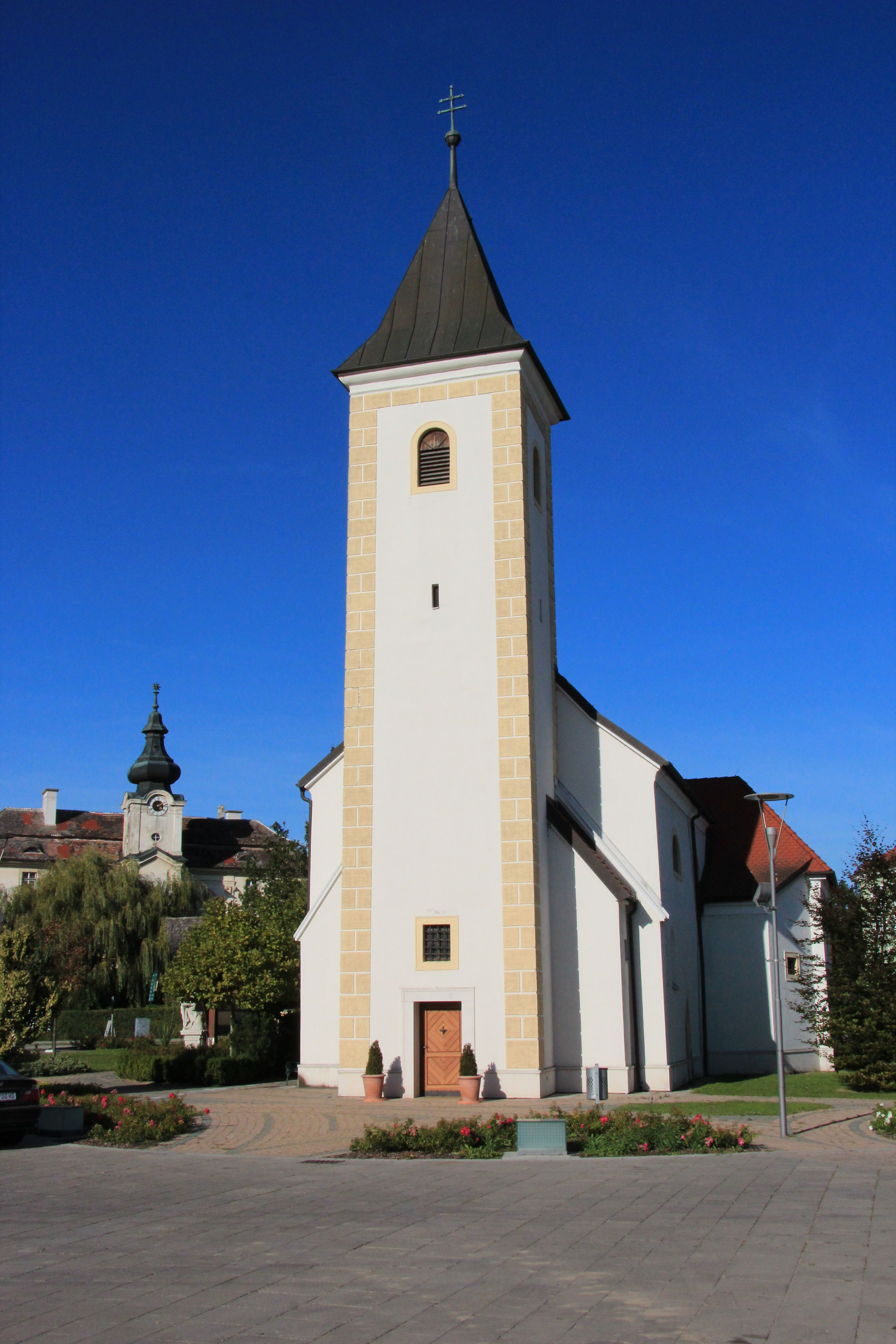
A Szt. Leonhard-plébániatemplom

Seibersdorf a tartomány Industrieviertel régiójában fekszik, a Lajta folyó bal partján, a Bécsi-medencében. Területének 9,6%-a erdő, 76% áll mezőgazdasági művelés alatt. Az önkormányzathoz két település tartozik: Deutsch-Brodersdorf (986 lakos 2022-ben) és Seibersdorf (573). 
A környező önkormányzatok: délnyugatra Pottendorf, nyugatra Ebreichsdorf, északra Reisenberg, keletre Hof am Leithaberge, délkeletre Au am Leithaberge, délre Lajtapordány (Burgenlandban).

## Története
Seibersdorf alapítójáról, Siegfried őrgrófról (1043/45) kapta a nevét, kezdetben Siegfriedsdorf, Seifriedsdorf, végül Seibersdorf formában.
A közel ezer évig a magyar határon fekvő falu várát a magyar betörések elleni védelem céljából építették. Tulajdonosai gyakran változtak. Bécs 1683-as török ostroma idején az erődítményt a bécsi kormány a környék lakosságának menedékévé nyilvánította. A 17. század végén az árokkal körbevett várat barokk kastéllyá építették át, mely mai külsejét a 18. század elején nyerte el akkori tulajdonosa, Leopold Karl von Cavriani gróf kezdeményezésére. A Cavriani család egészen 1932-ig birtokolta az épületet. 
Seibersdorf és Deutsch Brodersdorf önkormányzata 1972-ben egyesült.

## Lakosság
A seibersdorfi önkormányzat területén 2021 januárjában 1559 fő élt. A lakosságszám 1961 óta gyarapodó tendenciát mutat. 2020-ban az ittlakók 94,9%-a volt osztrák állampolgár; a külföldiek közül 1,3% a régi (2004 előtti), 2,3% az új EU-tagállamokból érkezett. 1,1% az egykori Jugoszlávia (Szlovénia és Horvátország nélkül) vagy Törökország, 0,4% egyéb országok polgára volt. 2001-ben a lakosok 87,6%-a római katolikusnak, 2,8% evangélikusnak, 1,2% ortodoxnak, 6,6% pedig felekezeten kívülinek vallotta magát. Ugyanekkor a legnagyobb nemzetiségi csoportot a németek (95,6%) mellett a a magyarok alkották 1,6%-kal (20 fő).
A népesség változása:

| 2016 | 1 448 |
| 2018 | 1 466 |

## Látnivalók
- a seibersdorfi kastély
- a brodersdorfi kastély
- a Szt. Leonhard-plébániatemplom
- a brodersdorfi Szt. Fülöp és Jakab-plébániatemplom
- 17. századi barokk Mária- és Jézus-szobrok

## Fordítás
- Ez a szócikk részben vagy egészben  a   Seibersdorf (Niederösterreich) című német Wikipédia-szócikk ezen változatának fordításán alapul.  Az eredeti cikk szerkesztőit annak laptörténete sorolja fel. Ez a jelzés csupán a megfogalmazás eredetét és a szerzői jogokat jelzi, nem szolgál a cikkben szereplő információk forrásmegjelöléseként.